# 冬薔薇
『冬薔薇』（）は、2022年6月3日に公開された日本映画。脚本・監督は阪本順治、主演は伊藤健太郎。PG12指定。
ある港町で堕落した生活を送る青年の仲間が襲撃された事件を機に、大きく変化する青年の人間模様を描く。
監督の阪本は主演の伊藤を当て書きして脚本を執筆をし、さらに執筆前には伊藤にこれまでのことを色々と聞き取りした際、伊藤が一切自分を誤魔化さずに洗いざらい話してくれたことに好感を持った上で、その時に感じた印象を大切にして脚本に生かしたという。

## キャスト
渡口淳
演 - 伊藤健太郎（幼少期：牛山陽太）
ファッションデザイナーの専門学校生だが、ほとんど通っておらず、他人からお金をせびり取る堕落した生活を送っている。
渡口義一
演 - 小林薫
淳の父。ガット船「第十八 渡口丸」の船長。
渡口道子
演 - 余貴美子
淳の母。会社の事務を取り仕切っている。
中本裕治
演 - 眞木蔵人
淳の叔父で、道子の弟。失業して「渡口丸」に雇用してもらう。
美崎輝
演 - 永山絢斗
淳が所属する不良グループのリーダー。
君原玄
演 - 毎熊克哉
不良グループのメンバー。
中本貴史
演 - 坂東龍汰
淳のいとこで、裕治の息子。山梨では教師だったが、横須賀に来てからは「浦賀ゼミナール」の塾講師を務めている。
美崎智花
演 - 河合優実
輝の妹。
友利洋之
演 - 佐久本宝
淳と同じ専門学校「才賀ファッション学院」に通う学友。実家は倉敷のデニム工房。
澤地多恵子
演 - 和田光沙
弁護士。淳に好意を寄せている。
近藤次郎
演 - 笠松伴助
「渡口丸」の甲板員。
永原健三
演 - 伊武雅刀
「渡口丸」の航海士。
沖島達雄
演 - 石橋蓮司
「渡口丸」の機関長。
渡口敦士
演 - 河西立稀
淳の兄。幼い頃に「渡口丸」のブリッジから貨物倉に落ちて死去。
加賀谷武
演 - 久保勝史
美崎に闇稼業をさせる兄貴分。
安井涼
演 - 武智央
美崎の不良グループのメンバー。
山口憲作
演 - 遠藤健慎
美崎の不良グループのメンバー。
君原さやか
演 - 和田葵
玄の娘。
森繁久
演 - 竹本和弘
淳が歩道で遭遇した視覚障碍者の男性。
東、西、南、北
演 - 保科光志、千葉祐輝、関田宗史、若井志門
美崎たちと敵対する半グレメンバー。
ドライブ中のカップル
演 - 林諒一、平野舞
美崎たちに行く手を塞がれる。
マスター
演 - 上ノ茗真二
British Pub and Cider House「FULL MONTY」のマスター。
客
演 - 所博昭、武本健嗣ほか
ブリティッシュパブ「FULL MONTY」の客。

## スタッフ
- 脚本・監督：阪本順治
- 製作総指揮：木下直哉[3]
- プロデューサー：谷川由希子、椎井友紀子[3]
- アソシエイトプロデューサー：座喜味香苗[3]
- 音楽：安川午朗[3]
- 音楽プロデューサー：津島玄一[3]
- 撮影：笠松則通[3]
- 照明：渡邊孝一[3]
- 録音：照井康政[3]
- 美術：原田満生、我妻弘之[3]
- 編集：普嶋信一[3]
- 衣装：岩﨑文男[3]
- ヘアメイク：豊川京子[3]
- 装飾：徳田あゆみ[3]
- 擬斗：二家本辰己[3]
- マリン統括ディレクター：中村勝[3]
- 音響効果：小島彩[3]
- 助監督：小野寺昭洋[3]
- 製作担当：米田伸夫[3]
- 配給：キノフィルムズ[2]
- 製作：「冬薔薇」FILM PARTNERS（木下グループ）[2]